# Une pour toutes
Une pour toutes is een Franse filmkomedie uit 1999 onder regie van Claude Lelouch.

## Verhaal
Drie Parijse actrices besluiten hun talenten te gebruiken om rijke mannen te verleiden. Hun plannen lopen echter niet helemaal zoals ze hadden gehoopt.

## Rolverdeling
| Acteur                | Personage               |
| --------------------- | ----------------------- |
| Jean-Pierre Marielle  | Commissaris Bayard      |
| Anne Parillaud        | Olga Duclos             |
| Alessandra Martines   | Maxime                  |
| Marianne Denicourt    | Irina Colbert           |
| Alice Evans           | Macha Desachy           |
| Olivia Bonamy         | Olivia Colbert          |
| Samy Naceri           | Sam Morvan              |
| François Perrot       | Onbetrouwbare producent |
| Rüdiger Vogler        | Oscar                   |
| Anouk Aimée           | Vrouw van de muzikant   |
| François Berléand     | Vervelende passagier    |
| Constantin Alexandrov | Koning van de nacht     |
| Philippe Magnan       | Édouard                 |
| Maka Kotto            | President               |
| Geneviève Fontanel    | Lola                    |